# Unterlamm
Unterlamm är en ort och  kommun i distriktet Südoststeiermark i förbundslandet Steiermark i Österrike.
Kommunen består av tre orter (Ortschaften) (inom parentes invånarantal 1 januari 2024):
- Magland (362)
- Oberlamm (245)
- Unterlamm (632)